# Michael Hansen (Fußballspieler, 1955)
Michael Hansen (* 26. Juni 1955 als Lubomir Blaschek) ist ein ehemaliger norwegischer Fußballspieler tschechischer Abstammung.

## Werdegang
Der Abwehrspieler Lubomir Blaschek wurde in der Tschechoslowakei geboren und zog mit seiner Familie später nach Deutschland. Er spielte in der Jugend des Hamburger SV und wechselte im Sommer 1973 zum Regionalligisten VfL Osnabrück. Mit den Osnabrückern schaffte er ein Jahr später die Qualifikation für die neu geschaffene 2. Bundesliga. Am 2. November 1974 gab er sein Profidebüt beim 3:0-Sieg der Osnabrücker gegen den VfL Wolfsburg. Für Osnabrück absolvierte Blaschek 14 Regionalligaspiele und vier Zweitligaspiele.
Im Sommer 1975 wechselte er zum SV Atlas Delmenhorst, der gerade in die viertklassige Landesliga Niedersachsen aufgestiegen war. Mit Delmenhorst wurde er Niedersachsenmeister und schaffte den Aufstieg in die Oberliga Nord. Während der Saison änderte Blaschek seinen Vornamen in Michael. Am Saisonende wechselte er zum norwegischen Erstligisten Rosenborg Trondheim, wo er unter anderem mit den späteren Bundesligaspieler Rune Bratseth spielte.
In Norwegen heiratete Blaschek eine namentlich nicht bekannte Fußballspielerin und nahm ihren Familiennamen an. 1977 verließ er Trondheim wieder und spielte in der Saison 1980/81 noch einmal für Atlas Delmenhorst.